# August Wilhelm Bohtz

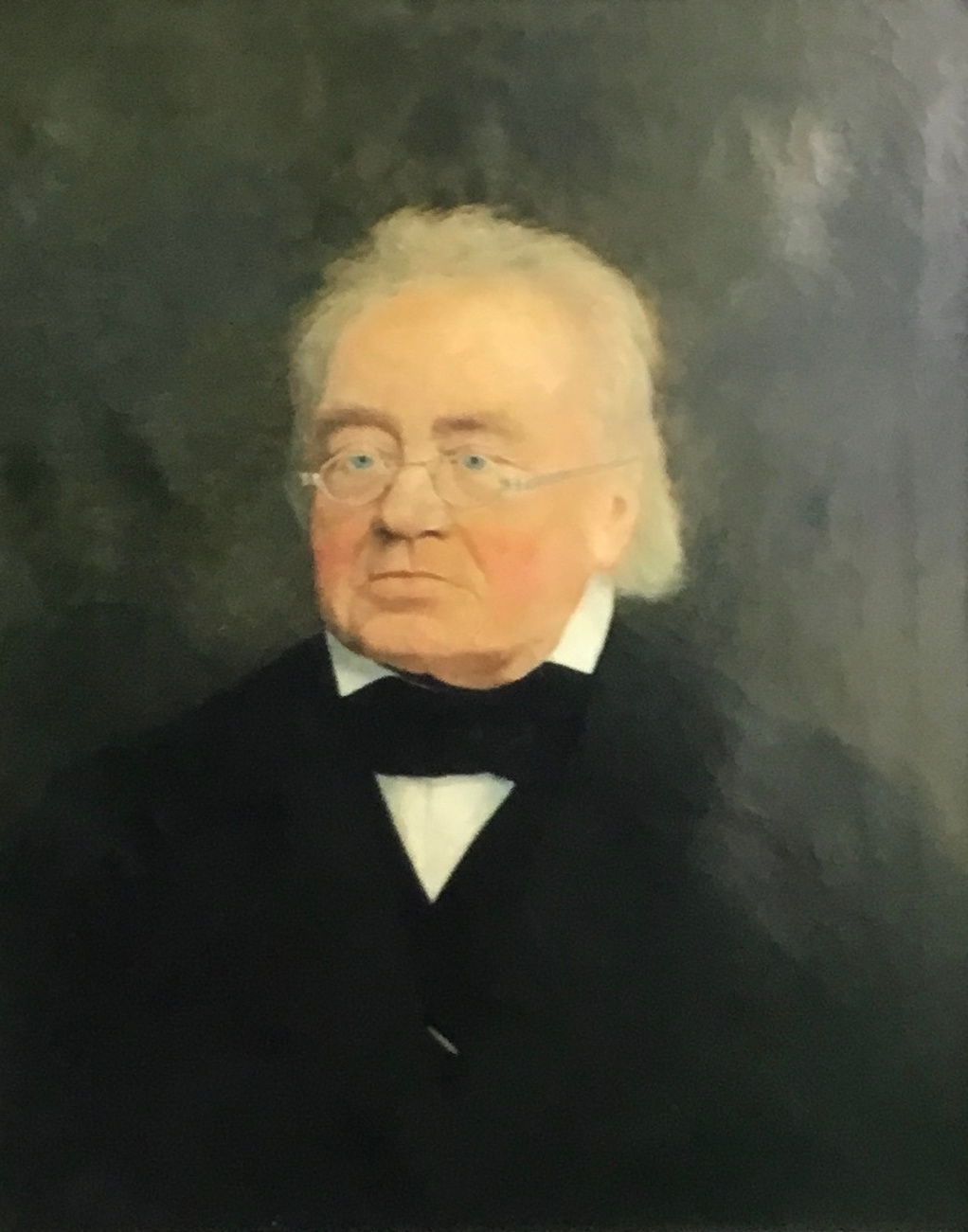
Gemälde Prof. Bohtz

August Wilhelm Bohtz (* 17. Juli 1799 in Stettin; † 7. Mai 1880 in Göttingen) war ein deutscher Ästhetiker und Literaturhistoriker.

## Leben
Geboren als Sohn eines Stettiner Kaufmanns, besuchte er von 1814 bis 1820 das Vereinigte Königliche und Stadt-Gymnasium seiner Heimatstadt. Anschließend studierte er an der Universität Halle, der Universität Berlin und der Universität Göttingen.
In Göttingen wurde Bohtz 1828 promoviert und habilitierte sich im gleichen Jahr für Literaturgeschichte und Ästhetik. Er lehrte an der Universität Göttingen zunächst als Privatdozent, ab 1837 als ao. Professor und ab 1842 als o. Professor. Bohtz war ein Vertreter der Spätromantik und mit dem Dichter Ludwig Tieck († 1853) befreundet.

## Schriften
- Die Idee des Tragischen. Eine philosophische Abhandlung. Kübler, Göttingen 1836 (Online).
- Über das Komische und die Komödie. Ein Beitrag zur Philosophie des Schönen. Vandenhoeck und Ruprecht, Göttingen 1844 (Online).